# Hope Solo
Hope Amelia Solo (Richland, 30 de julho de 1981) é uma ex-futebolista estadunidense, que atuava como goleira.

## Carreira

### Inicio
Os pais de Hope se divorciaram quando ela estava com seis anos de idade, ainda que se mantivesse próxima a seu pai, um veterano que por vezes sem-teto exerceu forte influência em sua vida até sua morte súbita em junho de 2007. Ela estudou na Richland High School e na Universidade de Washington.

## Seleção
Jogou por várias equipes de futebol júnior antes de entrar para a Seleção dos Estados Unidos, em 2000. Foi convocada para a equipe olímpica em 2004, ficando como alternativa se alguma das outras goleiras não pudessem ir à campo nos Jogos Olímpicos de Atenas 2004. Tornou-se a goleira titular da equipe, em 2005.
Em 23 de junho de 2008, foi anunciado que seria a goleira titular da equipe dos Estados Unidos nos Jogos Olímpicos de Pequim 2008. Nicole Barnhart foi sua reserva. Em 21 de agosto, a Seleção ganhou o ouro após vencer o Brasil por 1–0 na prorrogação.
Em setembro de 2010, foi submetida à cirurgia delicada no ombro direito, ficando de fora das eliminatórias da Copa do Mundo, mas voltando à tempo de jogar a competição mais importante do futebol.
Na Copa do Mundo de 2011, a Seleção dos Estados Unidos foi vice-campeã, perdendo para o Japão em uma final épica decidida na disputa por pênaltis, e Solo faturou dois prêmios individuais, a "Bola de Bronze", como 3.ª melhor jogadora da competição e a "Luva de Ouro", como melhor goleira da competição. Nas quartas de final, contra o Brasil, defendeu o pênalti cobrado por Daiane dando a vitória aos Estados Unidos.
Logo depois da Copa do Mundo, participou da 13.ª temporada do programa "Dancing with the Stars" avançando até a semifinal e seu parceiro foi Maksim Chmerkovisky.
Nos Jogos Olímpicos de Londres 2012, ajudou a Seleção dos Estados Unidos vencer a medalha de ouro, tricampeonato consecutivo e a 5.ª medalha de ouro, no total de Olimpíadas.
Em 2013, na NWSL, o Seattle Reign não avançou aos play offs. Passou por uma cirurgia no punho esquerdo, da qual se recuperou muito bem e voltou a jogar logo depois. A Seleção dos Estados Unidos realizou dois amistosos em outubro e reencontrou a Seleção Brasileira, em 10 de novembro.

### Suspensão
Nos Jogos Olímpicos de Verão de 2016, a Seleção dos Estados Unidos foi eliminada, nas quartas de final, pela Seleção Sueca nas penalidades. Após a partida, declarou que: (...) "Estou muito orgulhosa da minha equipe, mas também acho que jogamos contra um bando de covardes. O melhor time não ganhou hoje". Dias depois do fim do evento, em 24 de agosto, a Federação de Futebol dos Estados Unidos a suspendeu por seis meses devido a esses comentários.

## Vida pessoal

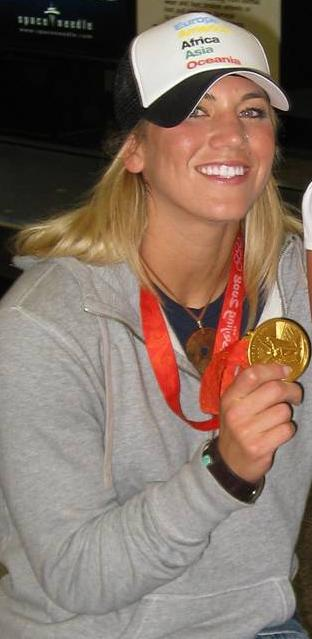
Imagem de Hope Solo retornando das Olimpíadas de Pequim de 2008.

Desde novembro de 2012 está casada com Jerramy Stevens, ex-jogador de futebol americano que atuava como Tight end na National Football League (NFL).
Possui três tatuagens: uma nas costas, outra no punho escrito "Solo" e uma outra no peito, essa última é um poema do autor persa Hafez, que se chama "The Day Sky".
Foi presa, no final de março de 2022, por dirigir embriagada e resistir à prisão, mas os vídeos da prisão só foram liberados em novembro de 2022.